# جورج موريس جان بلانشارد
جورج موريس جان بلانشارد (بالفرنسية: Georges Maurice Jean Blanchard)‏ هو عسكري فرنسي، ولد في 9 ديسمبر 1877 في أورليان في فرنسا، وتوفي في 23 نوفمبر 1954 في نويي-سور-سين في فرنسا.